# Кузнецова Катерина Олегівна
Катери́на Оле́гівна Кузнецо́ва (нар. 12 липня 1987, Київ) — українська акторка театру і кіно, телеведуча. Зіграла низку провідних ролей в українських і російських серіалах та фільмах.

## Життєпис
Народилася 12 липня 1987 року в Києві. Батько відомий український футболіст, заслужений майстер спорту Олег Кузнецов, мати — українська легкоатлетка Алла Борисенко. У 1990-1994 роках разом із батьками проживала у Шотландії, де батько грав футбол, та тоді швидко засвоїла англійську мову.  
Професійно займалася вокалом, близько 10 років співала в київському хорі «Вогник». Мріяла стати оперною співачкою, але вирішила вступати до театрального вишу. На її вибір вплинула вистава — «Пігмаліон» Бернарда Шоу, в якій грають Богдан Бенюк, Анатолій Хостікоєв та його дружина, Наталія Сумська. Катерина переглянула цю виставу і закохалася в театр. У 2009 році закінчила Київський національний університет театру, кіно і телебачення імені Івана Карпенка-Карого. Співпрацювала з Київським академічним Молодим театром.
Навчаючись у магістратурі, Катя вела ранкові ефіри на Першому національному. Найперша робота Катерини Кузнецової — це заставки на каналі «М1», коли дівчат обливали фарбою. Згодом були зйомки в кліпі «Городок» групи «Леприконси»: акторка грала повію, яка приносила кокаїн.
Восени 2008 року брала участь у телепроєкті українського телеканалу 1+1 «Танцюю для тебе!», в якому перемогла в парі з Муратом Нуделем[джерело?].
На екрані актриса дебютувала 2006 року, зігравши невелику роль в українсько-російському телесеріалі «Диявол із Орлі. Ангел із Орлі».
Перший досвід у кіно — роль у серіалі «Повернення Мухтара-2», де Катя грала спортсменку. Відтак її запросили на проби в серіал «Тільки кохання», які вона успішно пройшла. До цього знімалася в серіалах «Спокута. Почати спочатку. Марта» (2008), «Жінка, не схильна до авантюр» (2008), «Велика різниця» (2008), «Серцю не накажеш» (2007), «Ангел з Орлі» (2006). А в 2011 році актрису запросили на кастинг фільму «Найкращий фільм 3D», сценарій якого акторці сподобався й у підсумку її затвердили на головну роль[джерело?].
З 2011 року акторка жила та працювала в Москві, зіграла одну з головних ролей у серіалі «Кухня». За словами акторки, вона із задоволенням працюватиме в рідній Україні, якщо запрошуватимуть. Актриса не збирається змінювати українське громадянство на російське. За словами артистки, вона пишається бути українкою.
Після вторгнення РФ в Україну (2022), перебувала в Іспанії та розповіла, що в Росію більше не повернеться. 

## Фільмографія
- 2005 — Повернення Мухтара-2 (Росія) — Ельза
- 2006 — Психопатка (Україна) — Олена, донька ювіляра
- 2006 — Ангел із Орли (Росія, Україна)— Міррей
- 2007 — Серцю не накажеш (Україна) — Майя Савельєва, донька кухарки
- 2008 — Велика різниця (Україна) — Поліна
- 2008 — Рідні люди (Росія) — Антоніна
- 2008 — Почати спочатку. Марта (Росія-Україна)[8] — Світлана Літвінова
- 2008 — Жінка, не схильна до авантюр (Росія) — Анжела, подруга Андрія
- 2010 — Тільки кохання (Україна) — Аліна
- 2010 — Зовсім інше життя (Україна) — Галина
- 2011 — Найкращий фільм 3-ДЕ (Росія) — Варвара
- 2011 — Білі троянди надії… (Україна) — Аня, донька Жені
- 2012 — Ялта-45 (Росія) — Віра, головна роль
- 2012 — Кухня (Росія) — Саша, офіціантка
- 2012 — Подаруй мені неділю (Росія)[9] — Єлизавета Глібівна, головна роль
- 2013 — Торговий центр (Росія) — Ганна Фадєєва
- 2013 — Королева бандитів (Росія) — Поліна
- 2013 — Швидше за кроликів (Росія) — Лена
- 2014 — Королева бандитів-2 (Росія) — Поліна
- 2014 — Чиста вода біля витоку — Ліда Селезньова
- 2014 — Рік в Тоскані — Рита
- 2015 — Анка з Молдованки (Росія-Україна) — Ганна
- 2015 — Чесне піонерське-2 (Росія) — Алла Сергіївна-медсестра
- 2015 — Війна статей (Росія) — Юлія
- 2015 — Утікачі (Росія) — Єва
- 2016 — Експрес-відрядження (Поїздка по щастя) — Катя Ігнатьєва, головна роль
- 2016 — Напарниці (Росія) — Юлія Соколова
- 2016 — Крутіж (Росія, заборонений в Україні) — Варвара Семенівна Гришина
- 2016 — Куба — Еріка Одинцова
- 2016 — Журналюги — Карина
- 2017 — Відчайдушний домогосподар — Марина
- 2017 — Веселка в небі — Марія, головна роль
- 2018 — Хто ти? — Інга Штефан, психотерапевт
- 2019 — Скажене весілля 2 — Наталка Середюк, головна роль
- 2021 — Вампіри середньої смуги — Анна Петрівна Остроумова, головна роль
- 2024 — Моє кіно — Саша, головна роль
- 2024 — Потяг у 31 грудня — Тамара Петриненко
- 2025 — Кохання та полумʼя — Катерина Коваль, головна роль